# Црква Светог великомученика Георгија у Угриновцима
Црква Светог великомученика Георгија је православна црква у Угриновцима уједнако је и седиште парохије угриновачке. Ова црква се налази на територији сремске епископије. 

## Историја
Подигнута је у периоду од 1734. до 1779. године. Према подацима из записа испод иконе Св. Јована Златоустог, црква је дефинитивно завршена 1788. године. То је једнобродна грађевина са једном полукружном апсидом на источној страни и припратом, хором и звоником на западној страни. У просторном и декоративном погледу црква је конципирана у духу барока. Међутим, њен првобитни изглед доживео је низ измена. Прва преправка је извршена 1834—35. године, када је један од најугледнијих зидарских мајстора из Земуна, Јохан Хенгстер заједно са Францом Пилсом обновио цркву и подигао нови звоник. Иконостас развијеног типа, израђен 1787. године у барокном стилу, састављен је од стилизованих биљних мотива. Ово је једини у целини очувани иконостас Михаила Радосављевића, веома даровитог земунског сликара. За пресликавање појединих икона са иконостаса ангажован је 1912. године земунски сликар Бранко А. Кузмановић. Данашњи звоник датира из 1958. године, када је обновљен угриновачки храм, страдао усташким скрнављењем и рушењем за време Другог светског рата. Црква представља архитектонско-урбанистичку вредност, као материјално сведочанство развоја сакралне архитектуре и ликовних уметности Срба XVIII и XIX века у доњем Срему. 2009. године је решено да се црква реновира ради дотрајалости.